# Манхэттенхендж
Манхэ́ттенхе́ндж (англ. Manhattanhenge) — термин, обозначающий явление, которое происходит на Манхэттене четырежды в год: в декабре, январе, мае и июле. Оно заключается в том, что заходящее или восходящее Солнце доступно для наблюдения с поперечных улиц Манхэттена, параллельных тем, что проложены согласно генеральному плану боро.
Термин «манхэттенхендж» (по аналогии со Стоунхенджем) был популяризирован в 2002 году учёным Нилом Тайсоном. Эффект манхэттенхенджа имеет место на параллельных улицах, проложенных согласно генеральному плану Манхэттена. Эти улицы перпендикулярно пересекают авеню, которые идут под углом 29° к меридианам. Явление происходит 28 или 29 мая и 12 или 13 июля (закат), а также приблизительно 5 декабря и 8 января (восход): за равное количество дней от солнцестояний. В 2012 году «летний» манхэттенхендж произошёл 29 мая в 20:17 и 12 июля в 20:25 по времени EST.
Схожие явления имеют место и в других городах с подобной уличной планировкой: например, в Балтиморе (12 и 25 марта и 18 и 29 сентября), в Чикаго, Торонто и Монреале.